# 竹田駅 (京都府)
竹田駅（たけだえき）は、京都府京都市伏見区竹田桶ノ井町にある、京都市交通局（京都市営地下鉄）・近畿日本鉄道（近鉄）の駅である。駅番号は京都市営地下鉄がK15、近鉄がB05。

## 概要
京都市営地下鉄の烏丸線と、近鉄の京都線が乗り入れており、このうち烏丸線は当駅を終点としている。烏丸線の一部列車は京都線と相互直通運転を実施しており、最長で奈良線の近鉄奈良駅まで乗り入れている。
京都市交通局と近鉄の共同使用駅で、京都市交通局が管轄している。かつては近鉄の単独駅だったため近鉄が管轄していたが、1988年の京都市営地下鉄烏丸線京都駅 - 当駅間延伸開業、近鉄京都線・京都市営地下鉄烏丸線の相互直通運転開始により現在の形となった。
京都市営地下鉄では唯一の地上駅である。烏丸線の当駅付近の区間は京都市営地下鉄全体でも唯一の地上区間となっている。
近鉄は、特急を除くすべての列車が停車するが、1988年に地下鉄烏丸線が当駅に延伸するまでは、普通列車しか停車しなかった。

## 歴史
- 1928年（昭和3年）11月15日：奈良電気鉄道の京都 - 桃山御陵前間開通時に[6]、城南宮前駅（じょうなんぐうまええき）として開業[1][2][7]。現在の竹田駅より約350メートル南にあった。
- 1940年（昭和15年）4月5日：駅名を奈良電竹田駅（ならでんたけだえき）に改称[8][注 2]。
- 1963年（昭和38年）10月1日：奈良電気鉄道が近畿日本鉄道との合併に伴い[11]、同社の京都線の駅となる[7][11]。同時に駅名を竹田駅に改称[2][9]。
- 1987年（昭和62年）7月9日：旧駅舎より約350メートル京都方の現在地に移転し、新駅の供用開始[12]。
- 1988年（昭和63年）
  - 6月11日：京都市営地下鉄烏丸線の京都 - 当駅間が延伸開業[4][13][14][15]。これに伴い当駅は両社局の共同使用駅となり、京都市交通局の管轄駅となる。また、近鉄京都線の急行・準急停車駅となる[16]。
  - 8月28日：近鉄京都線と京都市営地下鉄烏丸線の間で、当駅を介した相互直通運転を開始する[4][7][12][14]。
- 1998年（平成10年）3月17日：同日のダイヤ変更で新設された近鉄京都線の快速急行の停車駅となる。
- 2000年（平成12年）3月15日：烏丸線より近鉄奈良線近鉄奈良駅までを直通する急行の運転を開始する[4][12]。
- 2003年（平成15年）3月6日：同日のダイヤ変更により近鉄京都線の快速急行が廃止となる。
- 2007年（平成19年）4月1日：ICカード「PiTaPa」の利用が可能となる[14][15][17]。
- 2023年（令和5年）4月1日：南改札口を無人化[18]。

## 駅構造
駅舎は北側と南側の2箇所にあり、いずれも橋上駅である。ホームは2面4線の島式ホームが方向別に使用されており、内側の地下鉄線を外側の近鉄線が抱き込むような線形となっている。有効長は8両分あるが、地下鉄線・近鉄線ともすべての列車が最大6両編成であるため、2両分は柵で仕切っている。2・3番のりばは地下鉄烏丸線系統および近鉄線との相互直通運転の列車が、1・4番のりばは近鉄京都駅発着の列車が使用する。同一方向であれば地下鉄線と近鉄線は同一ホームで乗り換えられる。
2・3番のりばの南方踏切の手前までの約300 mの区間には近鉄の線路に挟まれる形で2編成分の引き上げ線がある。2番のりばに到着した地下鉄烏丸線の線内折り返しの車両は一旦引き上げ線に入ったのち折り返して3番のりばに進入し、国際会館行きとなる。引き上げ線は地下鉄線専用であり、近鉄線へは出入りできない。
また、駅の北西にある地下鉄竹田車両基地への入出庫のため、2・3番のりばの北方で本線から分岐する渡り線が設置されている。ただし、駅到着後に竹田車両基地へ直接入庫する車両（逆も同様）は引き上げ線を使用しないのが原則だが、使用する列車もある。
ICカード乗車券については両社局で利用が可能である。なお、かつて近鉄で供用されていた「Jスルーカード」は自動改札機に直接通すことができず、乗車時は自動券売機で切符に、降車時は自動精算機で出場証に引き換える必要があった。また、近鉄発行の企画乗車券は種類により改札機を使用できない場合があり、この場合は駅係員に企画乗車券を提示する形での対応となる。クレジットカードのタッチ決済は近鉄のみ対応しており、京都市交通局では対応していない、従って近鉄でクレジットカードのタッチ決済で入場して当駅経由で京都市交通局を利用する場合は一旦当駅で下車する必要がある。
近鉄線ホーム（1・4番のりば）の駅名標は、京都市交通局のフォーマットを当時の近鉄の駅名標（2005年に更新される以前に採用されていたベースカラーが焦げ茶色のもの）に準拠した配色に変えたものとなっている。一方、列車案内表示機（ソラリー）や近鉄の列車に関する自動放送は近鉄仕様のものを使用している。なお、2番のりばからの地下鉄→近鉄の直通列車発車時には、自動放送は地下鉄仕様だが、発車ブザーは近鉄仕様のものが使用されている。
トイレは北・南改札内にある。

### のりば
| のりば | 路線         | 方向 | 行先                                       | 備考                 |
| ------ | ------------ | ---- | ------------------------------------------ | -------------------- |
| 1      | B 近鉄京都線 | 下り | 大和西大寺・近鉄奈良・天理・橿原神宮前方面 | 近鉄京都からの列車   |
| 2      | B 近鉄京都線 | 下り | 新田辺・大和西大寺・近鉄奈良方面           | 地下鉄からの直通列車 |
| 3      | 地下鉄烏丸線 | 上り | 地下鉄京都・四条・国際会館方面             |                      |
| 4      | B 近鉄京都線 | 上り | 東寺・近鉄京都方面                         |                      |

#### 付記事項
- 方面案内では特に明記されていないが、国際会館行きの初電のみ2番線から出発する。この列車の出発までに竹田駅に到着する近鉄線の上り列車はなく、代わりに近鉄線下り初電の橿原神宮前行き普通列車と同一ホーム接続を行っている。
- 烏丸線においては終点の列車は引き上げ線に回送されることから車内にいる客を全員降ろす必要があり車内見回りを行うが、関東地方では車内点検を駅員が行うのに対し、当駅では車掌が行っている。なお、終点となって回送される車内の見回りを車掌などの乗務員が行うのは近畿地方ではよく見られる光景である。

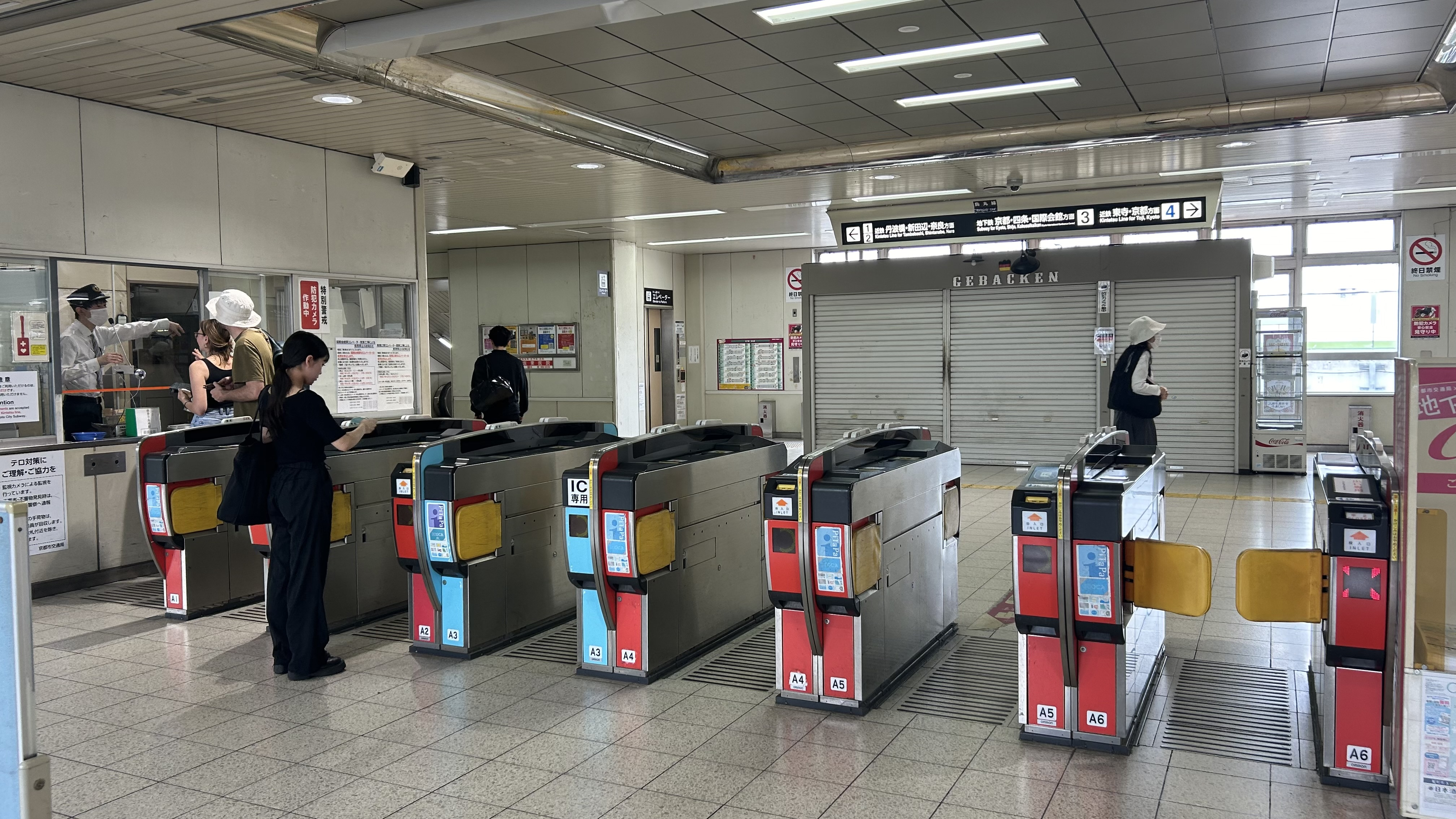
北改札口
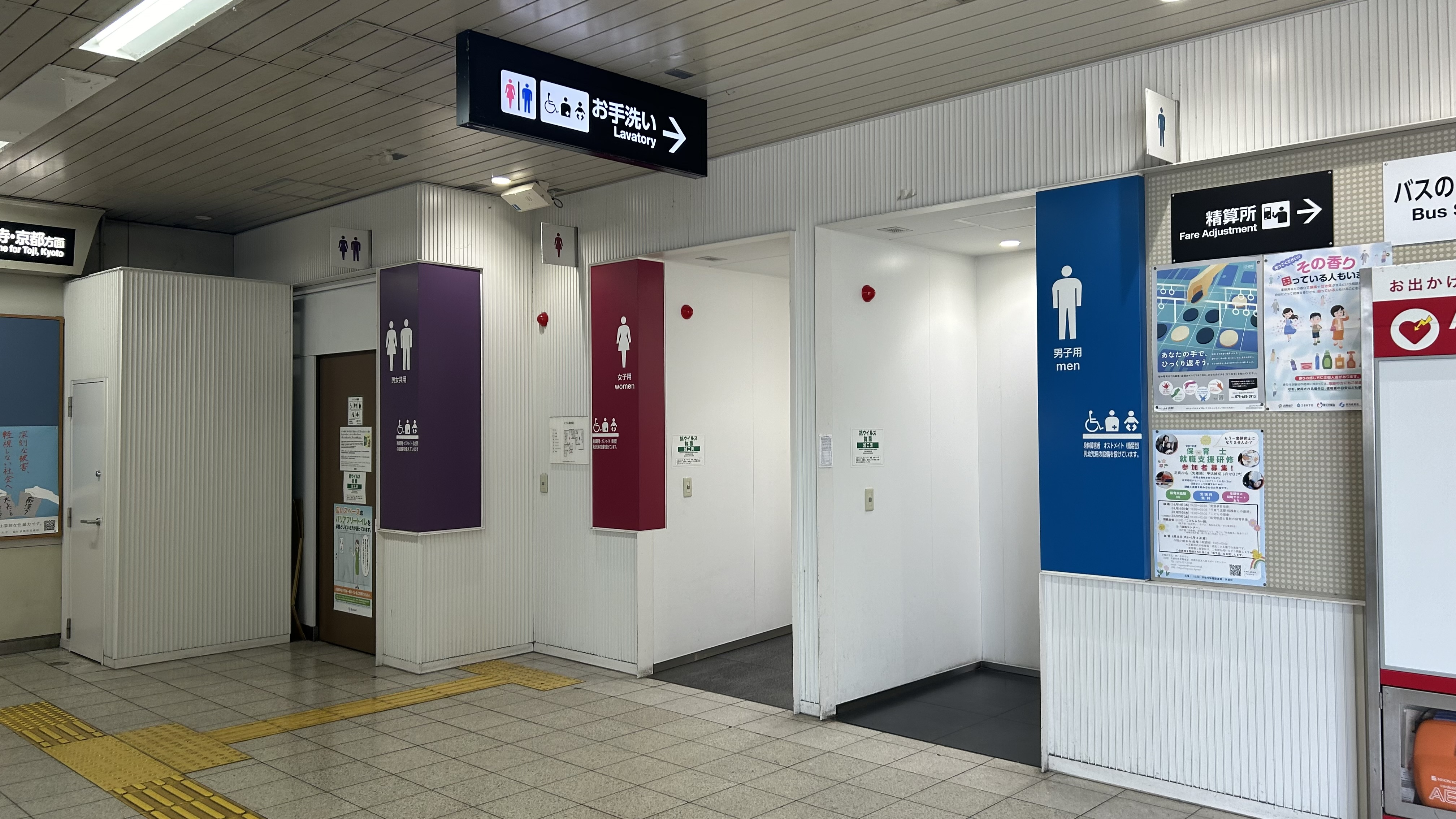
北改札内トイレ
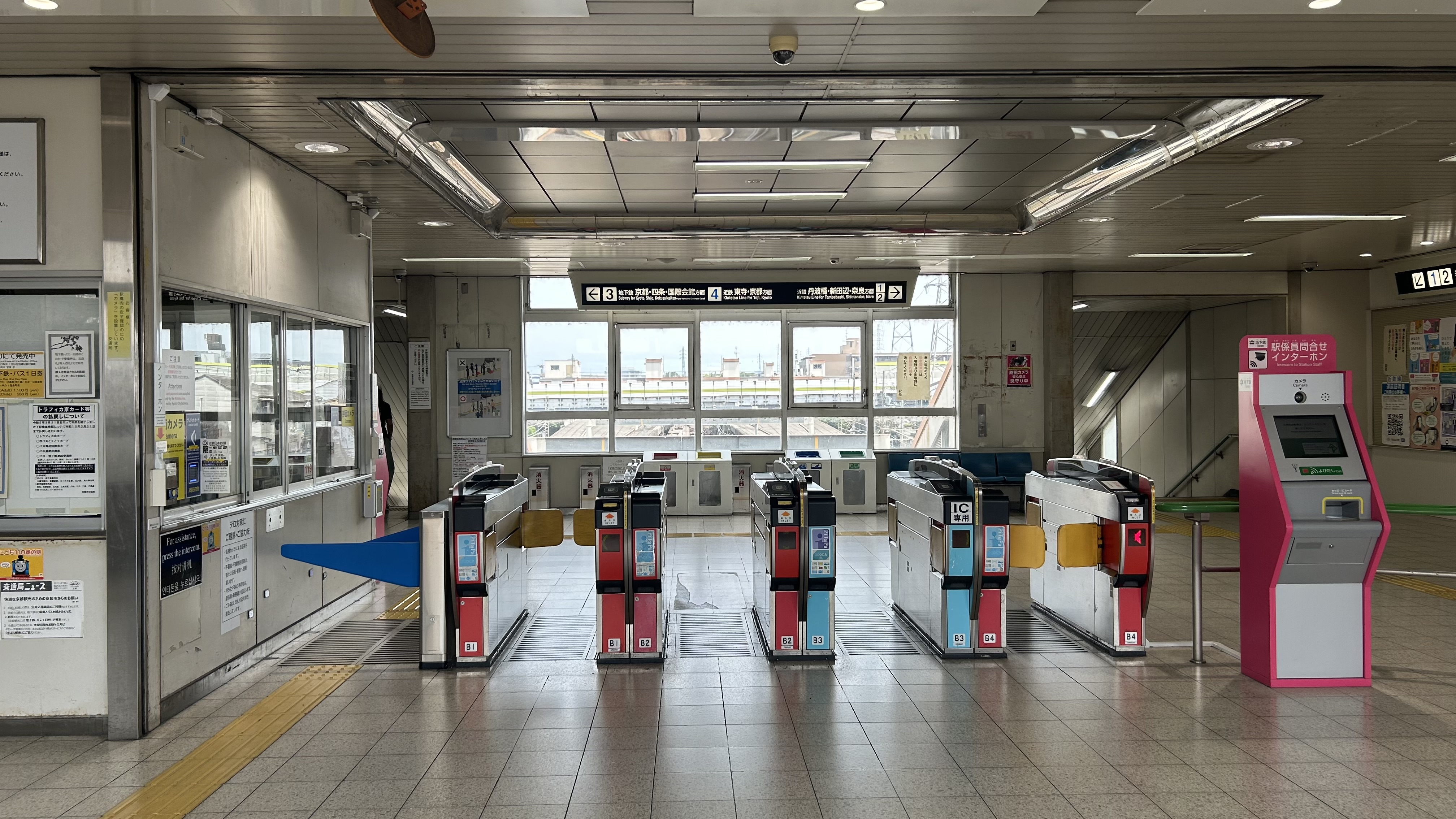
南改札口
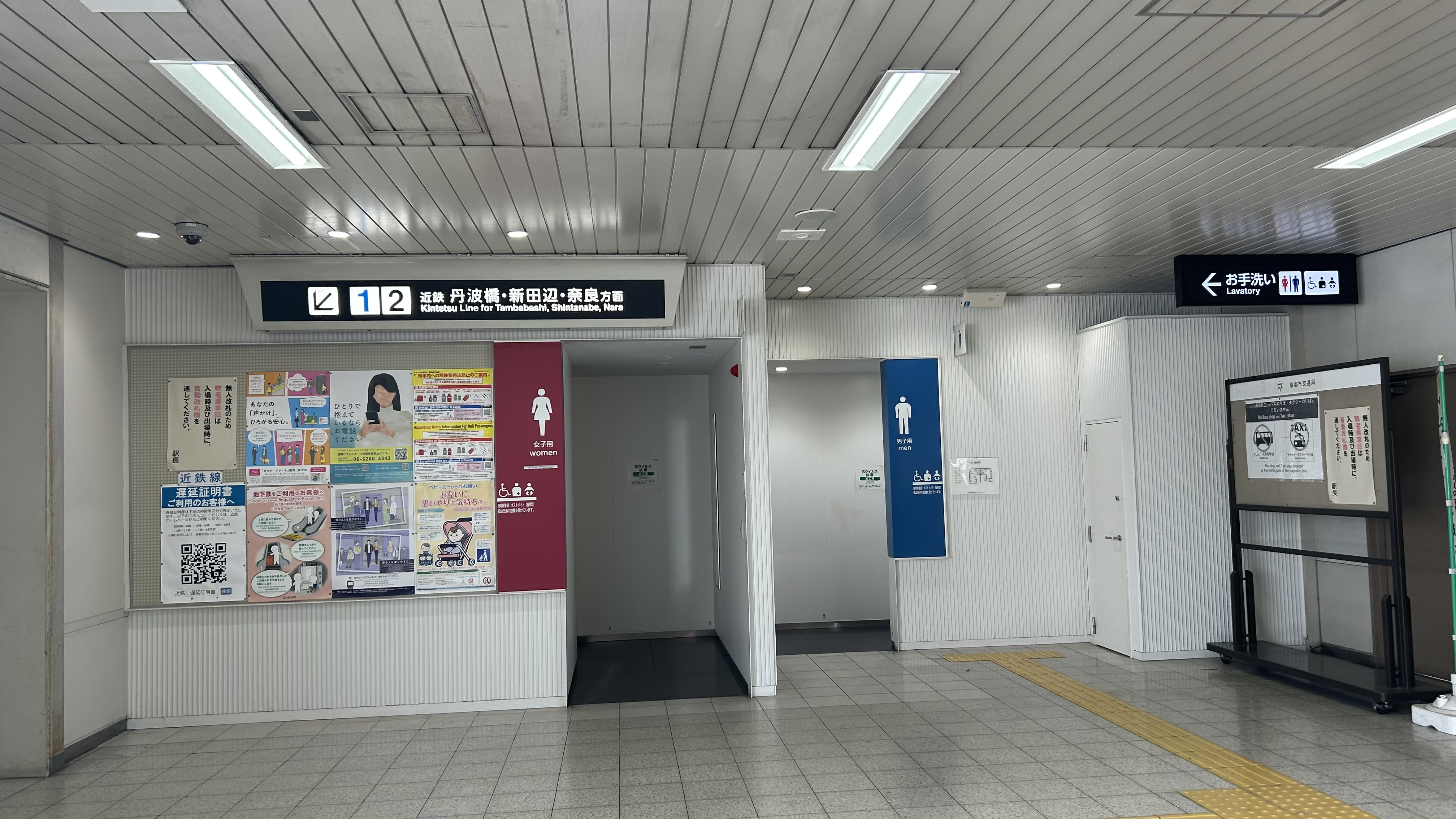
南改札内トイレ
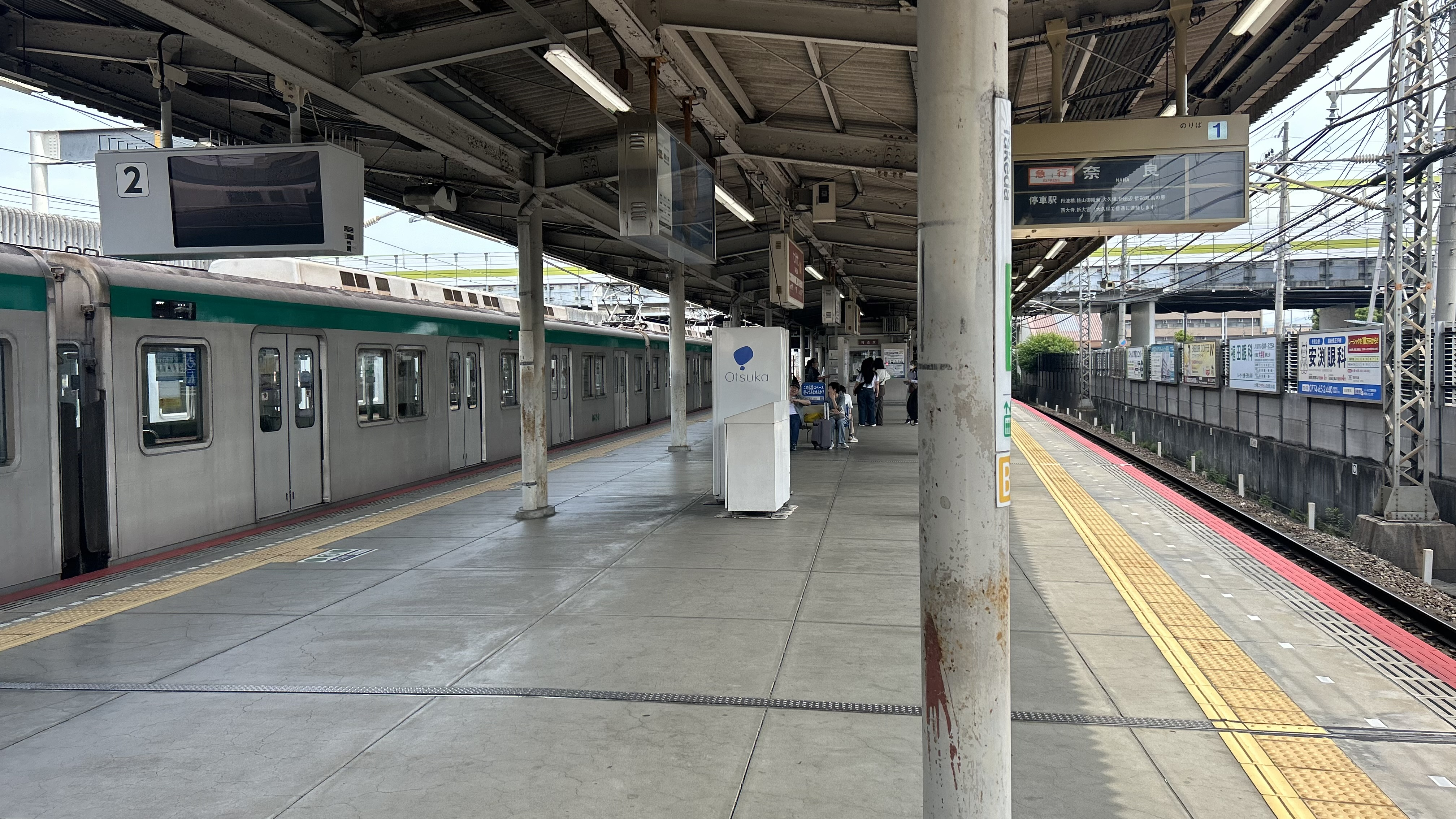
1・2番乗り場ホーム
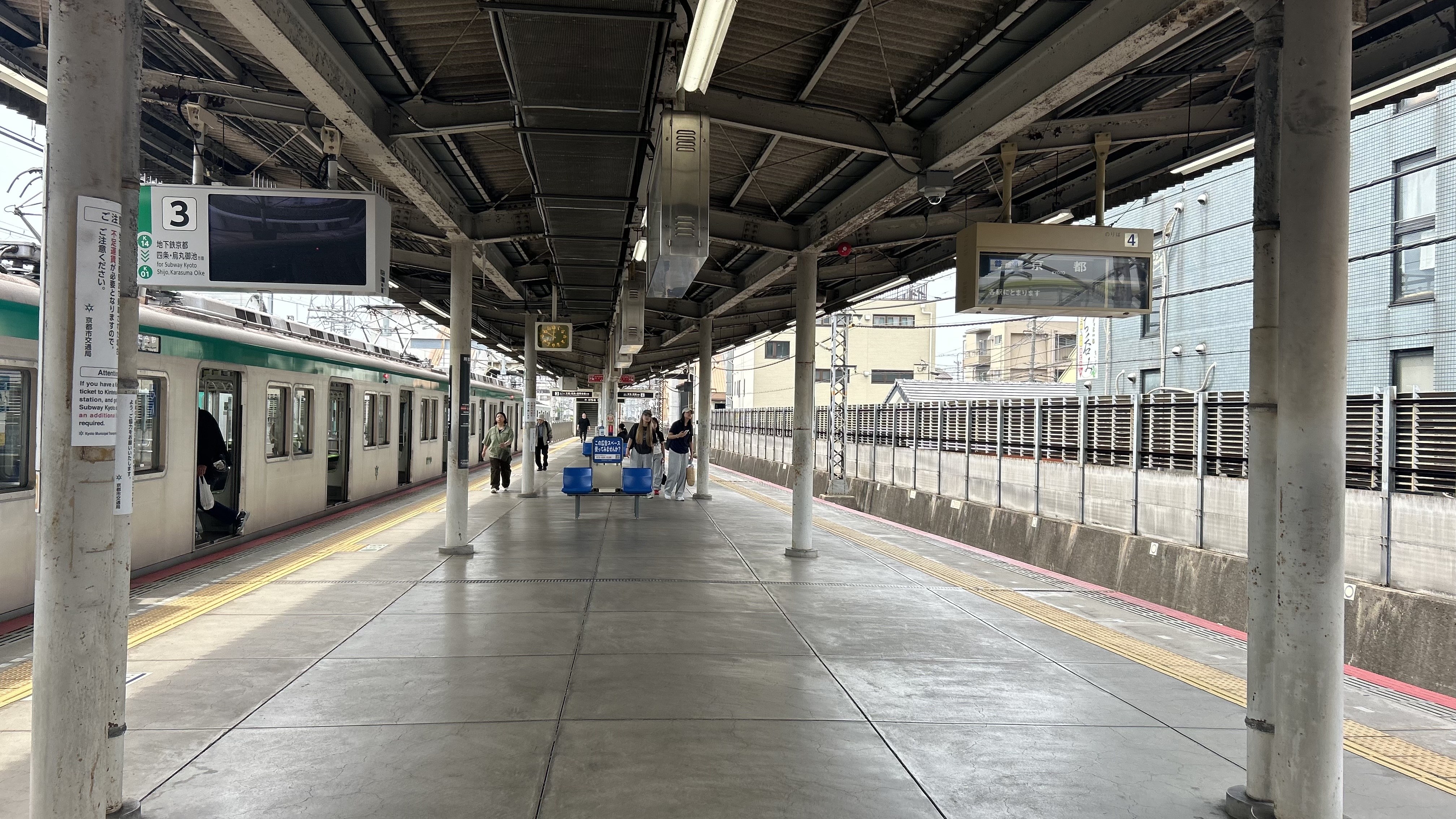
3・4番乗り場ホーム
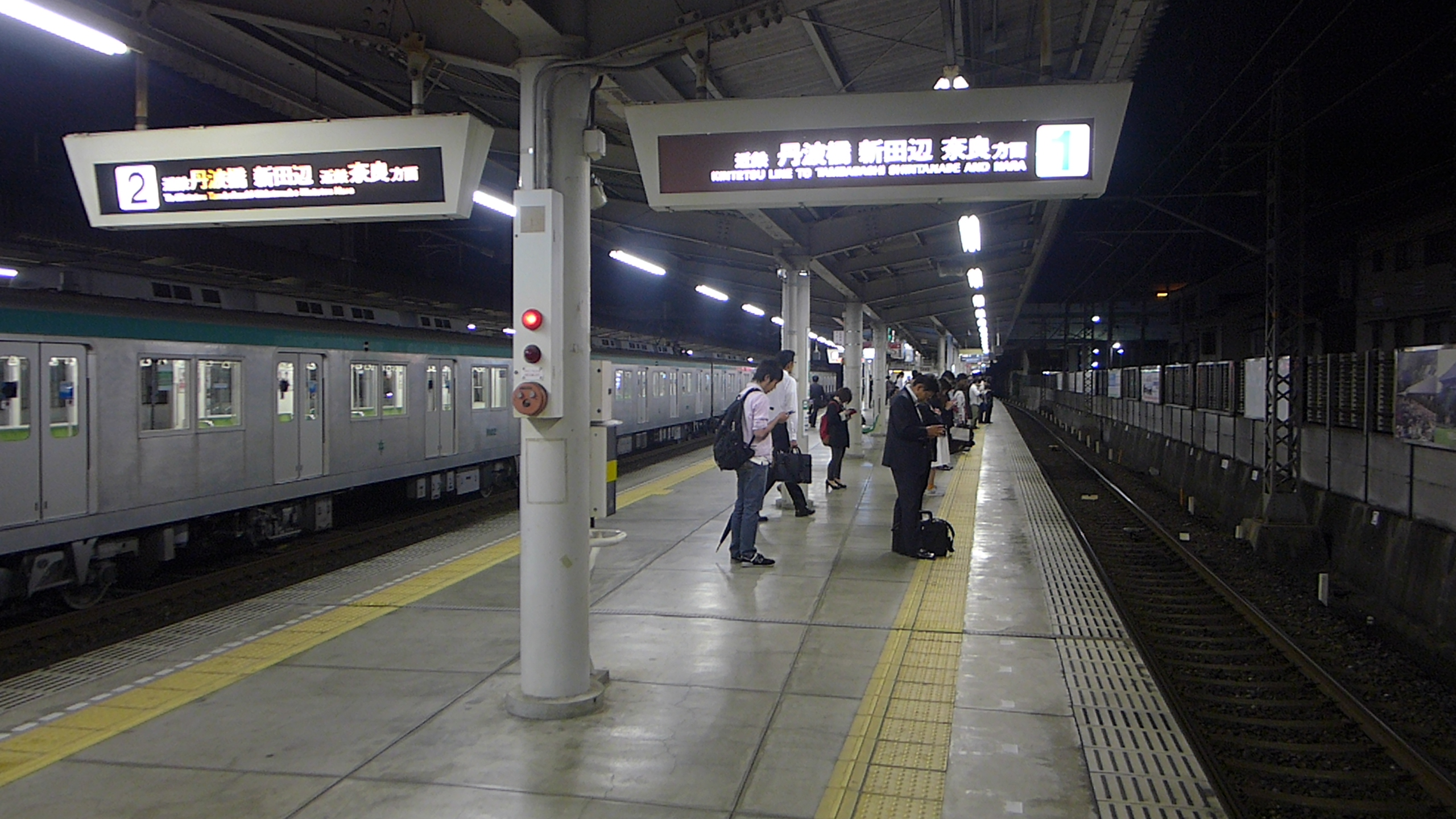
のりば表示は京都市交通局仕様になっている。（2015年5月）
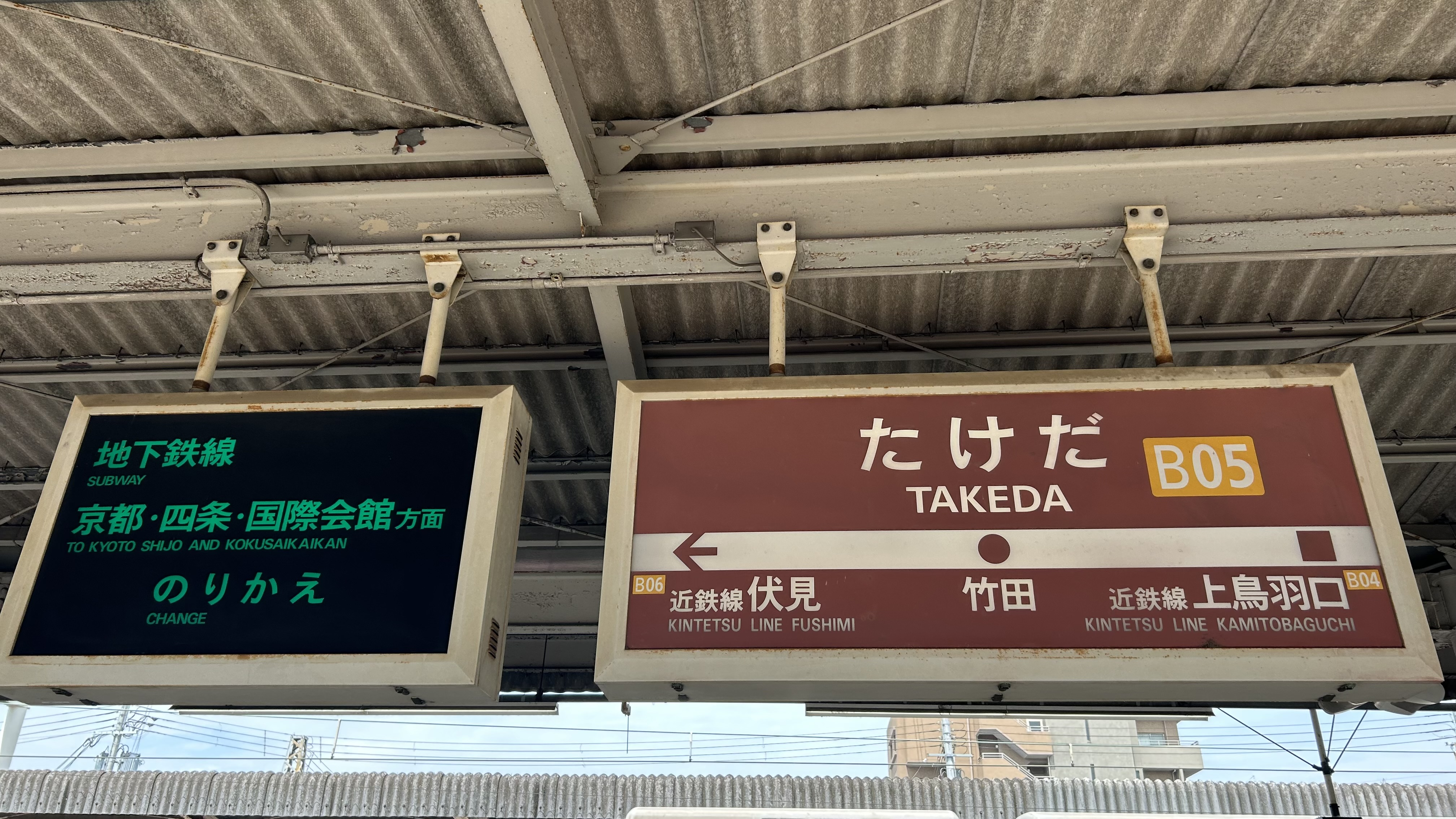
1番のりばの駅名標。京都市交通局様式だがベースカラーが焦げ茶色となっている。隣駅には「近鉄線」の表示も。
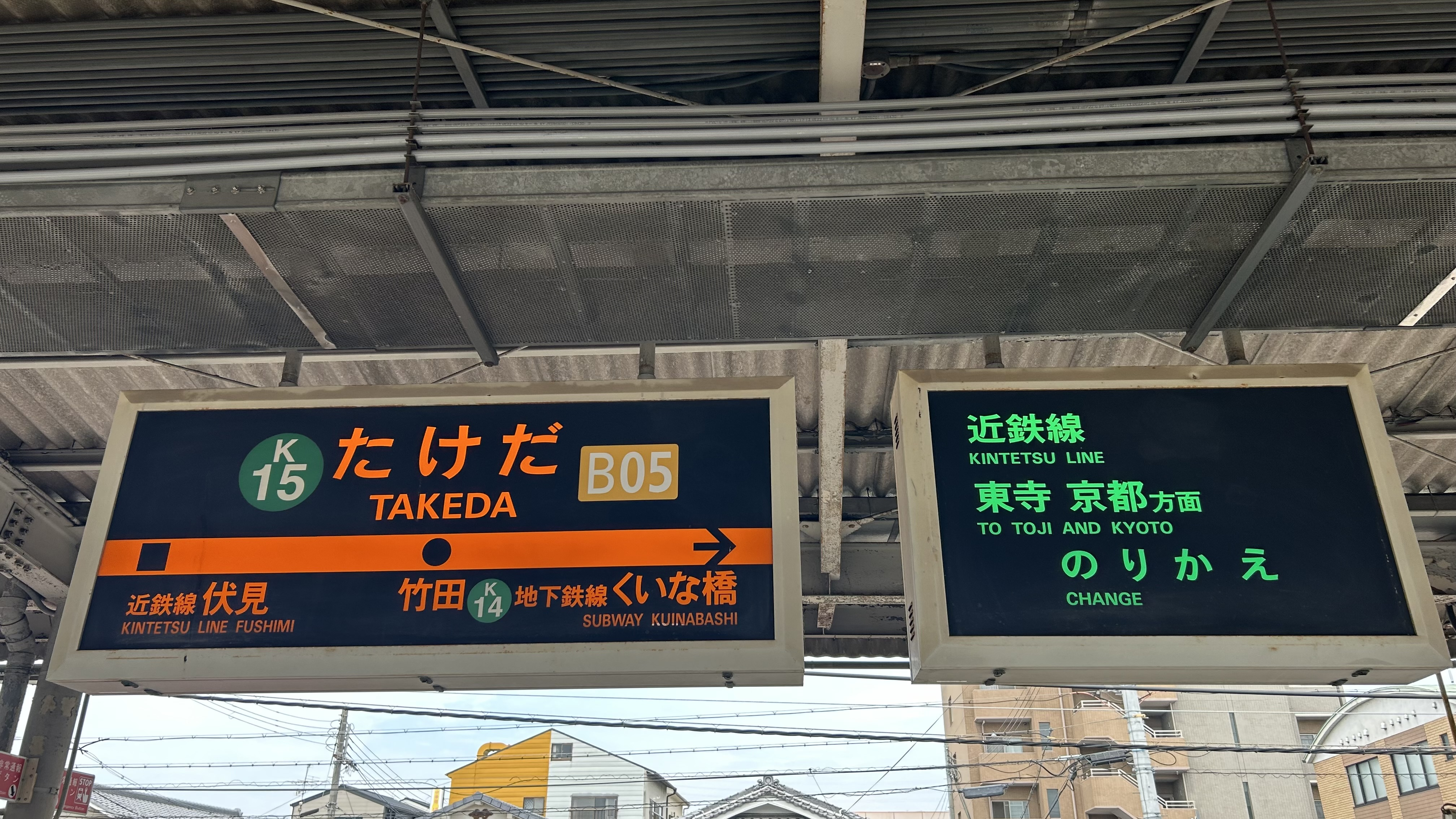
3番のりばの駅名標（純京都市交通局仕様）。ただし隣駅には「近鉄線」「地下鉄線」の表示がある。

### 出入口
| 出口番号 | 方角 | 出口周辺                                       | 接続改札 | 備考             |
| -------- | ---- | ---------------------------------------------- | -------- | ---------------- |
| 2        | 北西 | 竹田車両基地                                   | 北改札口 | エレベーターあり |
| 1        | 北東 | 市バス・地下鉄定期券発売所                     | 北改札口 | エレベーターあり |
| 4        | 南西 | パルスプラザ・城南宮・竹田交番                 | 北改札口 |                  |
| 3        | 南東 | 京都市青少年科学センター・京エコロジーセンター | 北改札口 |                  |
| 6        | 西   | 北向山不動院・安楽寿院・城南宮                 | 南改札口 |                  |
| 5        | 東   | 京都教育大学附属高等学校                       | 南改札口 |                  |

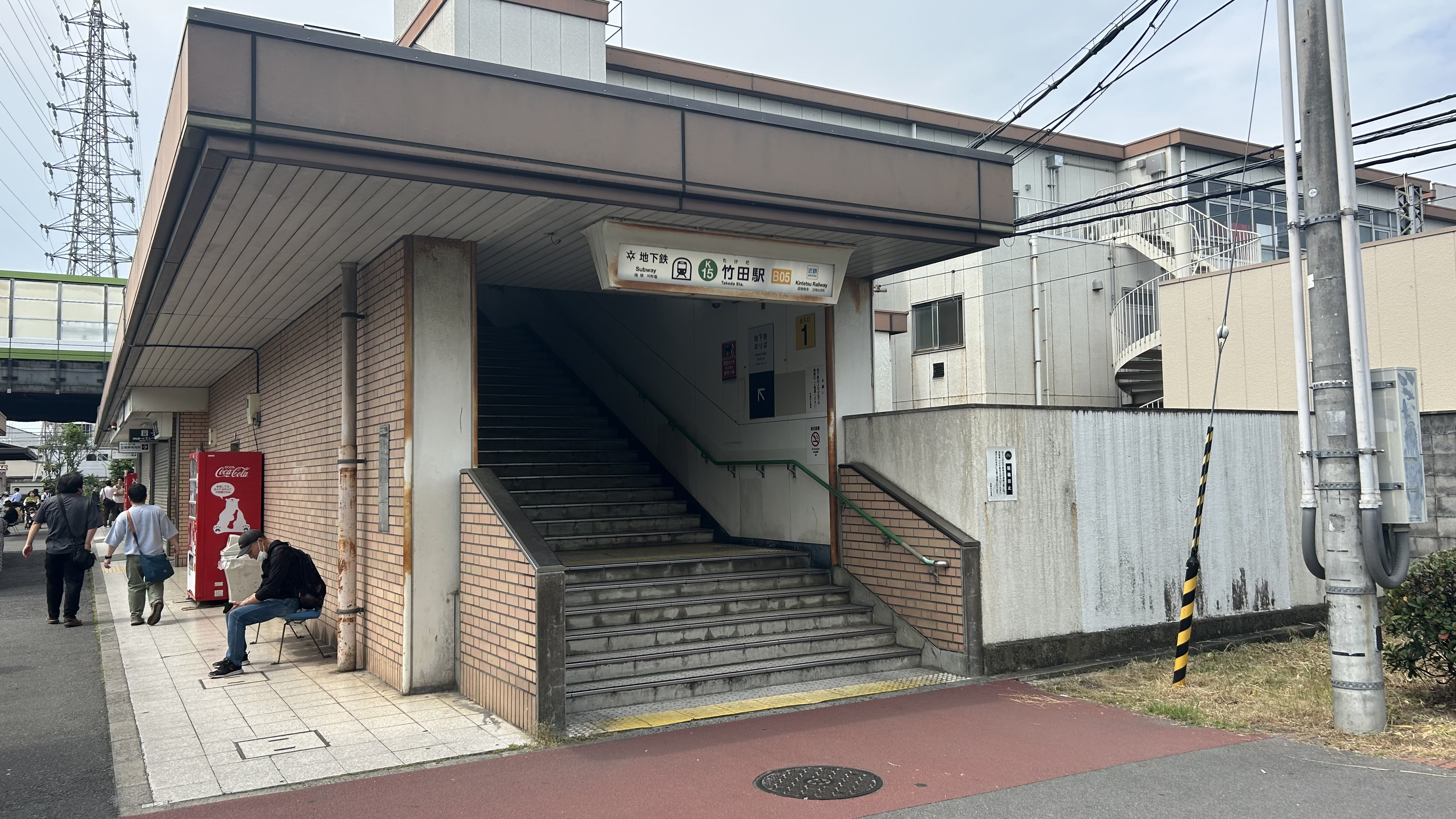
1番出入口
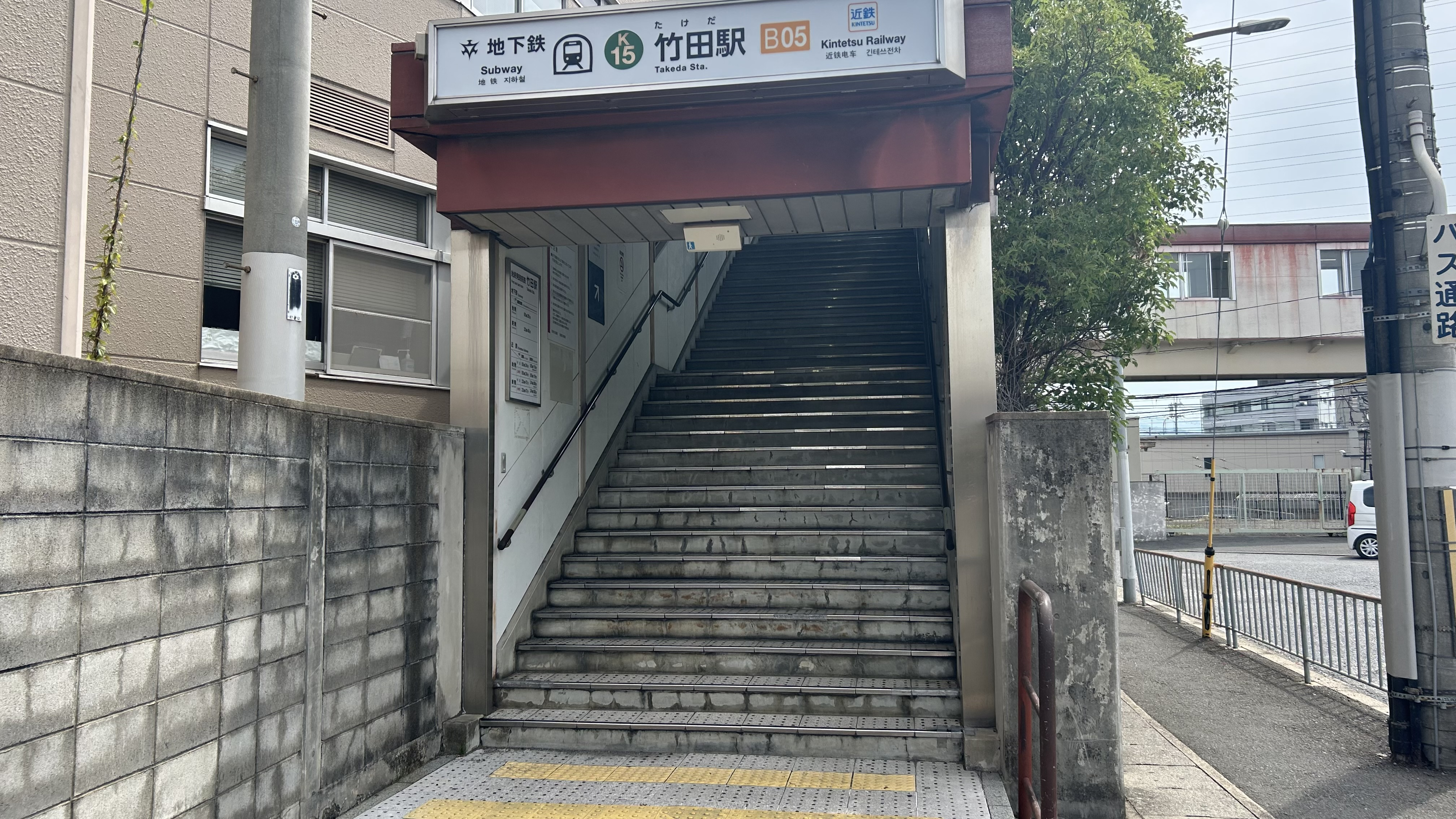
2番出入口
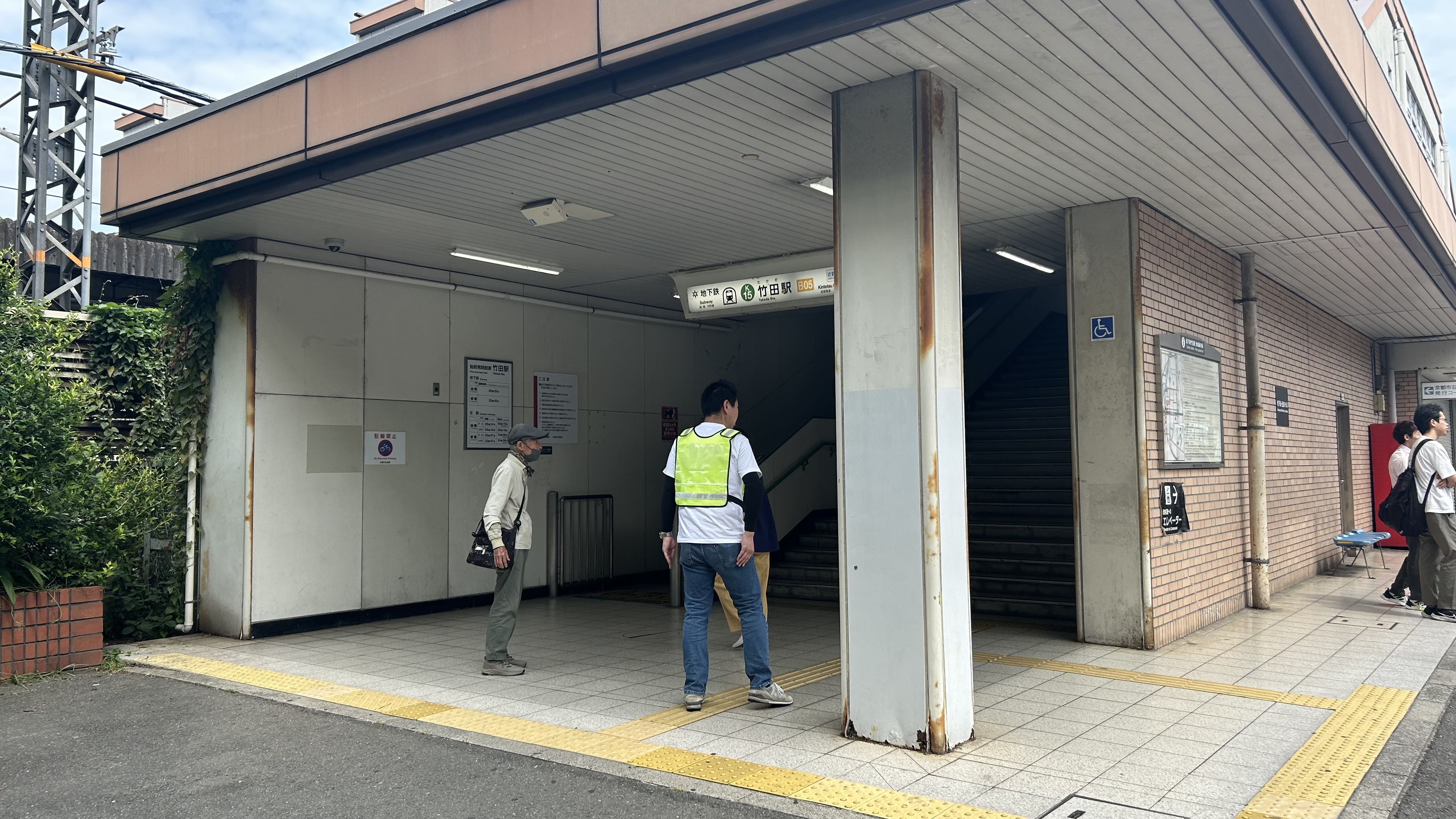
3番出入口
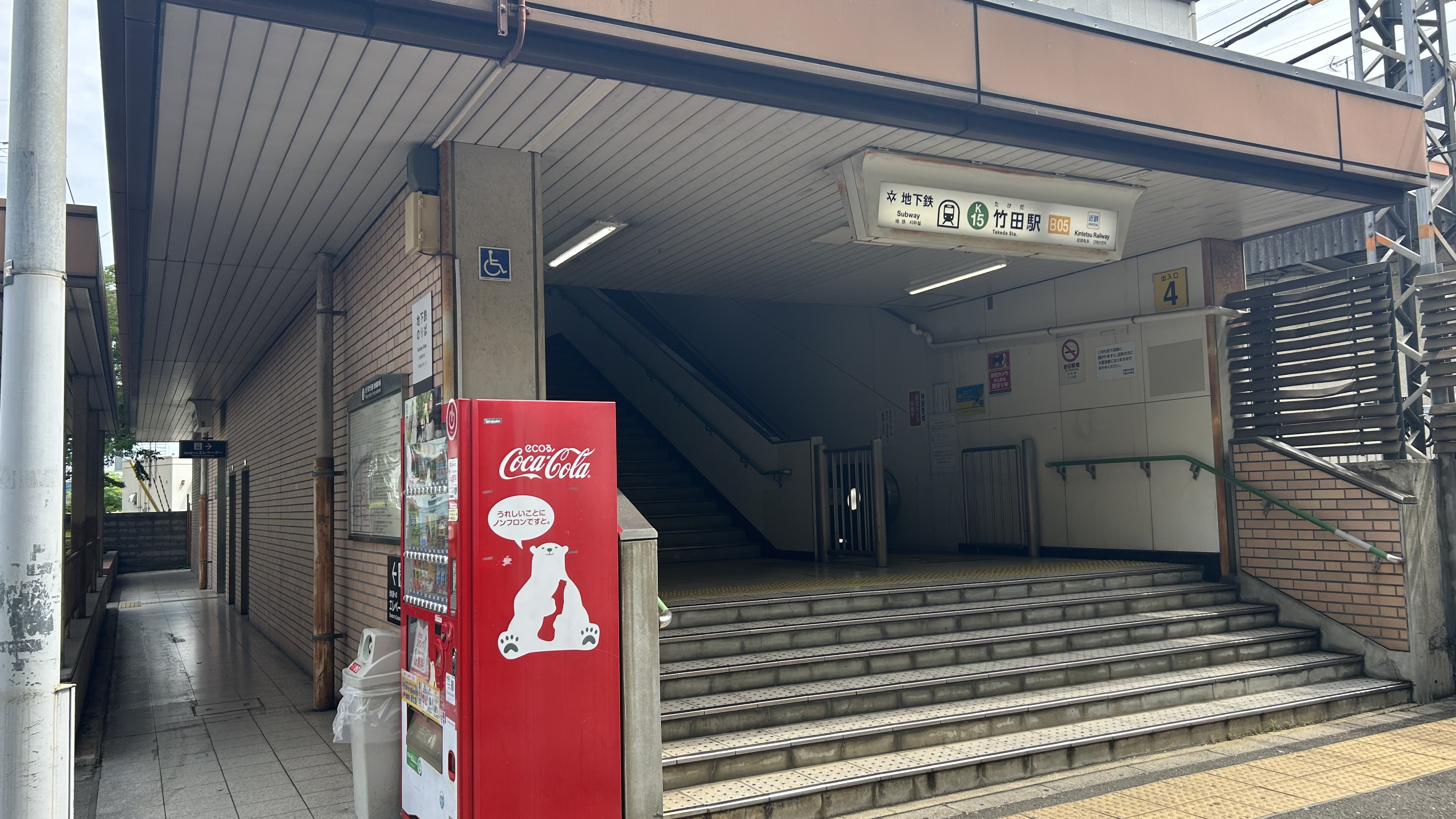
4番出入口
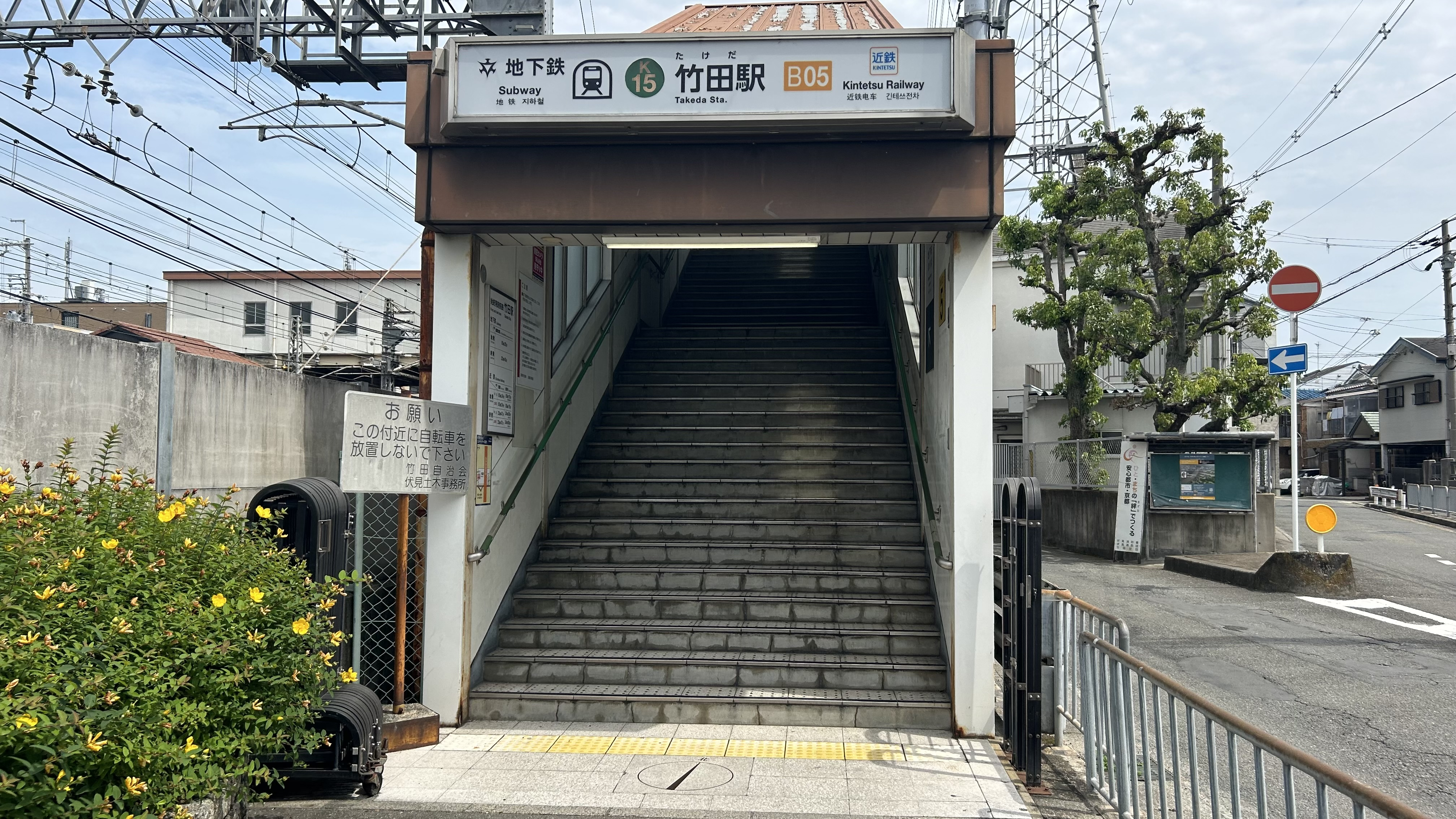
5番出入口
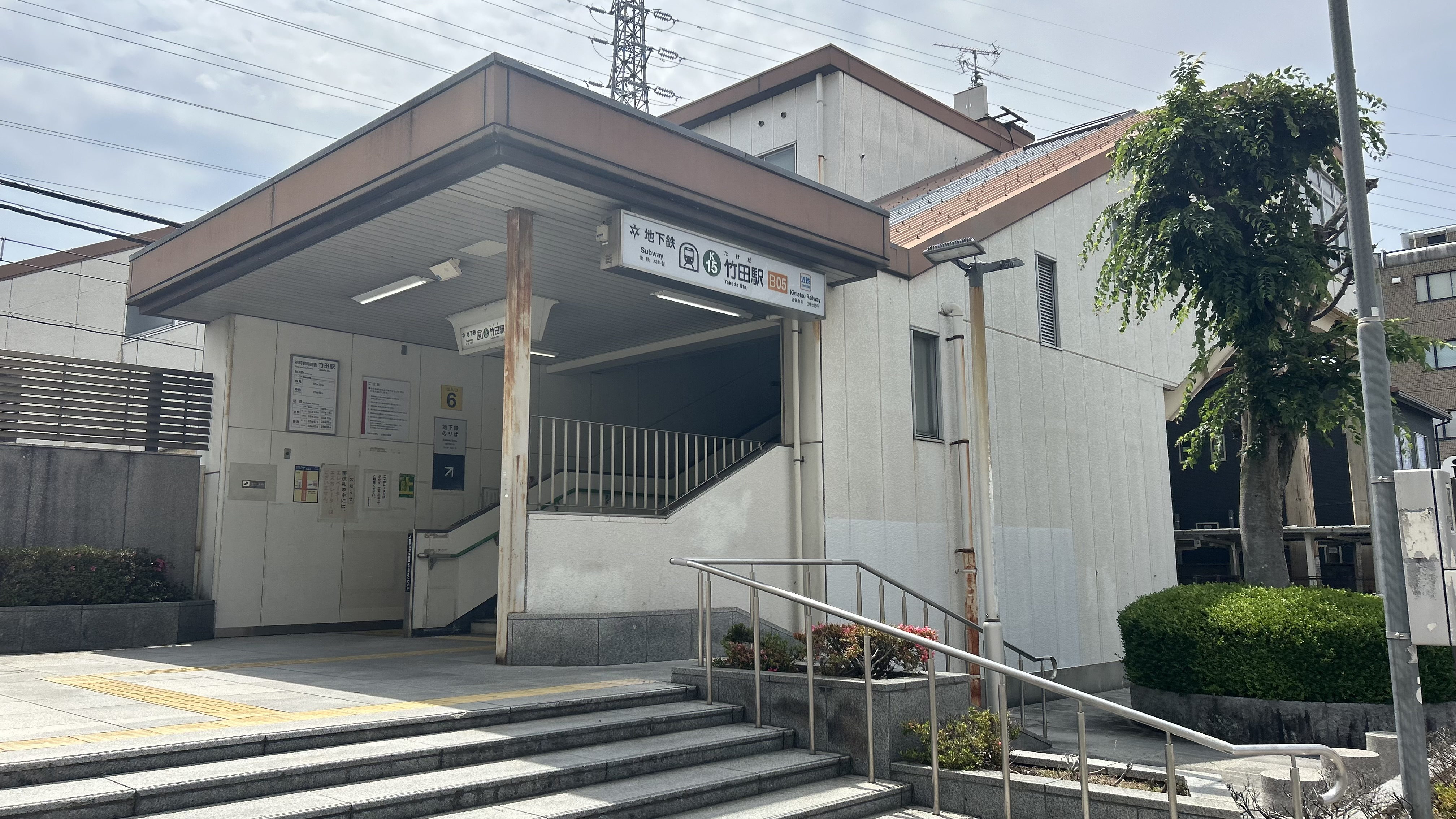
6番出入口

## 運賃計算に関して
当駅から（地下鉄烏丸線・近鉄京都線の）京都駅までは地下鉄と近鉄の路線が並行するが、運賃は路線ごとに異なっており、2023年12月時点では近鉄京都駅の方が安い。また、当駅以南から京都駅まで向かう場合にも近鉄・地下鉄線で運賃の不整合が生じており、近鉄京都駅までの乗車券で地下鉄京都駅で下車しようとすると追加運賃が生じる。
なお、地下鉄線列車の当駅発車前には、近鉄京都駅までの乗車券で地下鉄京都駅まで乗車すると地下鉄運賃が別途必要となる旨が車内放送で注意喚起が行われる。逆に、地下鉄京都駅までの連絡乗車券で近鉄京都駅まで乗車した場合も差額精算とはならず、竹田駅からの近鉄運賃が別途必要となる。
地下鉄と近鉄との間には振替輸送の取り扱いはある。

## 利用状況
- 京都市営地下鉄 - 2023年度の1日平均乗降人員は18,708人である[24]。近鉄線との1日平均連絡人員は39,046人であり、これらを合算した1日平均乗降人員は57,754人である[24]。
- 近畿日本鉄道 - 2023年11月7日の1日乗降人員は10,902人である[25]。この値には、京都市営地下鉄との連絡人員を含まない。連絡人員を含む2023年度の1日平均乗降人員は48,986人である[26]。

近年の1日乗降・乗車人員推移は下表のとおりである。
- 京都市営地下鉄は1日平均乗降・乗車人員である。
- 近畿日本鉄道は交通量調査に基づく特定日の乗降人員と連絡人員を含む1日平均乗降人員である。

| 年度               | 京都市営地下鉄 | 京都市営地下鉄 | 京都市営地下鉄 | 京都市営地下鉄 | 近畿日本鉄道 | 近畿日本鉄道 | 近畿日本鉄道     |
| 年度               | 乗降人員       | 乗降人員       | 連絡人員       | 連絡人員       | 特定日       | 特定日       | 1日平均 乗降人員 |
| 年度               | 乗降人員       | 乗車人員       | 乗降人員       | 乗車人員       | 調査日       | 乗降人員     | 1日平均 乗降人員 |
| ------------------ | -------------- | -------------- | -------------- | -------------- | ------------ | ------------ | ---------------- |
| 2003年（平成15年） | 16,845         | 8,485          | 30,315         | 15,135         | -            | -            |                  |
| 2004年（平成16年） | 17,384         | 8,737          | 29,873         | 14,903         | -            | -            |                  |
| 2005年（平成17年） | 16,916         | 8,639          | 30,187         | 15,062         | 11月08日     | 11,454       |                  |
| 2006年（平成18年） | 17,277         | 8,674          | 29,628         | 14,793         | -            | -            |                  |
| 2007年（平成19年） | 17,272         | 8,618          | 29,969         | 14,904         | -            | -            |                  |
| 2008年（平成20年） | 17,212         | 8,652          | 30,413         | 15,072         | 11月18日     | 12,224       |                  |
| 2009年（平成21年） | 16,910         | 8,499          | 30,800         | 15,504         | -            | -            |                  |
| 2010年（平成22年） | 16,703         | 8,410          | 30,797         | 15,517         | 11月09日     | 11,476       |                  |
| 2011年（平成23年） | 16,910         | 8,514          | 31,086         | 15,662         | -            | -            |                  |
| 2012年（平成24年） | 17,202         | 8,661          | 31,121         | 15,680         | 11月13日     | 11,402       |                  |
| 2013年（平成25年） | 17,806         | 8,966          | 31,328         | 15,784         | -            | -            |                  |
| 2014年（平成26年） | 18,385         | 9,257          | 31,757         | 16,000         | -            | -            |                  |
| 2015年（平成27年） | 18,694         | 9,414          | 32,017         | 16,131         | 11月10日     | 10,806       | 48,811           |
| 2016年（平成28年） | 19,192         | 9,665          | 32,457         | 16,353         | -            | -            | 49,570           |
| 2017年（平成29年） | 19,238         | 9,688          | 32,509         | 16,380         | -            | -            | 50,893           |
| 2018年（平成30年） | 19,268         | 9,704          | 33,232         | 16,731         | 11月13日     | 11,719       | 51,574           |
| 2019年（令和元年） | 19,835         | 9,988          | 35,360         | 17,821         | -            | -            | 52,702           |
| 2020年（令和02年） | 14,144         | 6,749          | 26,688         | 13,486         | -            | -            | 36,964           |
| 2021年（令和03年） | 14,511         | 6,895          | 30,655         | 15,563         | 11月09日     | 9,855        | 41,953           |
| 2022年（令和04年） | 18,255         | 8,810          | 34,509         | 17,589         | 11月08日     | 10,383       | 46,238           |
| 2023年（令和05年） | 18,708         | 9,180          | 39,046         | 19,891         | 11月07日     | 10,902       | 48,986           |
| 2024年（令和06年） | 19,591         |                |                |                | 11月12日     | 10,643       |                  |

## 駅周辺
駅の西側には工業地区のらくなん進都が広がる。
- 城南宮
- 安楽寿院
- のぞみ竹田キャンパス
- 京都府総合見本市会館（パルスプラザ）
- 京都市青少年科学センター
- 京都市立竹田小学校
- 京都市交通局竹田車庫[32][33] - 当駅の北西側に位置している[19]。
- 京セラ本社
- 京滋信用組合 伏見支店
- 京都中央信用金庫 竹田南支店

### その他の交通
当駅の東、約800メートルの名神高速道路上に深草バスストップ（京都深草バス停）が設けられており、高速バス路線が停車する。また、同じく約1.2キロメートルの位置には京阪電気鉄道本線の藤森駅がある。
主な道路
- 名神高速道路 京都南IC
- 第二京阪道路
- 油小路通（新油小路通・新堀川通、第二京阪道路下部）
  - 第二京阪道路 城南宮北IC - ハーフインターチェンジ
- 竹田街道（国道24号・府道115号）
- 京阪国道（国道1号）

## バス路線
駅東口および西口の交通広場にそれぞれバス停（バス停名は「竹田駅東口」「竹田駅西口」）が設置されている。以前は、駅西側の京都府道68号沿いに「竹田西段川原町」バス停が東行のみ設置されていたが、2023年4月1日ダイヤ改正により、京阪バス6A号経路が廃止されたことに伴って廃止された。
駅周辺のバス停には以下の路線が停車しており、京都市営バス（市バス）・京阪バス・近鉄バス・京都京阪バスより運行されている。
竹田駅東口
- 京都市営バス（市バス）
  - 81号系統：竹田街道経由 京都駅行／中書島経由 横大路車庫前行
  - 急行105号系統（休止中[35]）：稲荷大社前経由 京都駅行／中書島経由 横大路車庫前行
  - 南5号系統：稲荷大社前経由 京都駅行／中書島経由 横大路車庫前行
  - 臨南5号系統：JR藤森駅経由 藤森神社方面行
  - 南8号系統：桃陵団地・中書島経由 横大路車庫前行
- 京阪バス
  - 2号経路：勧修寺・小野駅・醍醐天皇陵・醍醐寺前・石田駅経由 醍醐バスターミナル行
- 近鉄バス
  - 10番：桃陵団地前・清水町西経由 向島駅前行

竹田駅西口
- 京都市営バス（市バス）
  - 18号系統：四条大宮・二条駅西口行／久我石原町行
  - 南1号系統[36]：下桂経由／桂高校前経由 桂駅東口行
  - 南2号・特南2号系統：樋爪口・免許試験場前（南2系統のみ）経由 JR長岡京東口行
  - 南3号系統：伏見警察署・中書島経由 横大路車庫前行／国道下鳥羽経由 京阪中書島・伏見港公園行
- 京阪バス
  - 6号経路：桃山南口・武田総合病院前・石田駅経由 醍醐バスターミナル行
- 京都京阪バス
  - 24A号経路：パルスプラザ前・伏見警察署前・京阪中書島・横大路経由 京阪淀駅行

## 隣の駅
京都市営地下鉄
 烏丸線
くいな橋駅 (K14) - 竹田駅 (K15)
近畿日本鉄道
B 京都線
■急行・■準急
東寺駅 (B02) - 竹田駅 (B05) - 近鉄丹波橋駅 (B07)
■普通
上鳥羽口駅 (B04) - 竹田駅 (B05) - 伏見駅 (B06)
- 括弧内の英数字は駅番号を示している。